# 오쿠다 나기사
오쿠다 나기사(일본어: 屋田 渚, 1991년 4월 3일 ~ )는 일본의 여자 축구 선수이다.

## 구단 경력
나데시코 리그의 주 부릴레 가고시마에서 활동했다.

## 국가대표팀 경력
그녀는 2008년 FIFA U-17 여자 월드컵에 참가할 일본 U-17 국가대표팀에 발탁되었으며, 3경기에 출전했다.